# Dedee Pfeiffer
Dedee Pfeiffer, all’anagrafe Dorothy Diane Pfeiffer (Midway City, 1º gennaio 1964), è un'attrice statunitense, sorella delle attrici Michelle Pfeiffer e Lori Pfeiffer.

## Biografia
Tra i suoi ruoli più noti quello nel film Fix (2008) di Tao Ruspoli dove ha interpretato la parte di Daphne. 
Nel 1996 ha lavorato con Jon Avnet per la realizzazione del film Qualcosa di personale, dove ha interpretato la parte di Luanne Atwater.
Nel 2000 è protagonista del film Schegge di cielo, dove interpreta la parte di una giovane scrittrice in cerca di un editore.
Nel 2007 ha partecipato all'adattamento del film Il Principe e Il Povero con i gemelli Sprouse, tratto dall'omonimo libro scritto da Mark Twain.

## Vita privata
Si è sposata nel 1996 con il produttore Gregory Fein da cui ha divorziato nel 2001; nello stesso anno si è risposata con Santiago A. Gomez ed ha avuto altri due figli e ha divorziato da lui nel 2006; dal 2009 al 2012 è stata sposata con Kevin Ryan.

## Filmografia parziale

### Cinema
- Tutto in una notte (Into The Night), regia di John Landis (1985)
- Vamp, regia di Richard Wenk (1986)
- Una notte da ricordare (The Allnighters), regia di Tamar Simon Hoffs (1987)
- La casa 7 (The Horror Show), regia di James Isaac (1989)
- Zia Giulia e la telenovela (Tune in Tomorrow...), regia di Jon Amiel (1990)
- Un giorno di ordinaria follia (Falling Down), regia di Joel Schumacher (1993)
- Running Cool, regia di Ferd Sebastian (1993)
- Mi familia (My Family), regia di Gregory Nava (1995)
- Qualcosa di personale (Up Close & Personal), regia di Jon Avnet (1996)
- Blue Demon, regia di Daniel Grodnik (2004)
- AVH: Alien vs. Hunter, regia di Scott Harper (2007)
- Journey to the Center of the Earth, regia di Davey Jones e Scott Wheeler (2008)

### Televisione
- La notte di Halloween (The Midnight Hour), regia di Jack Bender – film TV (1985)
- La signora in giallo (Murder, She Wrote) – serie TV, episodio 10x10 (1993)
- Seinfeld – serie TV, 1 episodio (1994)
- Cybill – serie TV (1995-1998)
- Tris di cuori (For Your Love) – serie TV, 84 episodi (1998-2002)
- Friends – serie TV, episodio 9x03 (2002)
- CSI - Scena del crimine (CSI: Crime Scene Investigation) – serie TV, episodio 5x05 (2004)
- CSI: NY – serie TV, episodio 3x06 (2006)
- Senza traccia (Without a Trace) – serie TV, episodio 6x10 (2007)
- Supernatural – serie TV, episodio 4x19 (2008)
- E.R. - Medici in prima linea (ER) – serie TV, episodio 15x05 (2008)
- Ritorno alla natura (Jack's Family Adventure) – film TV (2010)
- Big Sky – serie TV, 38 episodi (2020-in corso)

## Doppiatrici italiane
Nelle versioni in italiano dei suoi lavori, Dedee Pfeiffer è stata doppiata da:
- Giò Giò Rapattoni ne La signora in giallo, Big Sky
- Chiara Salerno in Vamp
- Claudia Razzi in Un giorno di ordinaria follia
- Monica Gravina in Tris di cuori
- Laura Lenghi in CSI - Scena del crimine
- Emanuela Baroni in CSI: NY
- Irene Di Valmo in Burn Notice - Duro a morire